# 迪肯角
73°14′S 59°50′W / 73.233°S 59.833°W
迪肯角（英語：Cape Deacon），是南極洲的海岬，位於帕爾默地東部，處於坎普半島的東南端，由美國研究隊發現，以英國海洋學家命名，現時由南極條約體系管理。